# 高橋美保
高橋 美保（たかはし みほ、1964年 - ）は、日本の心理学講師。東京都出身。上智大学心理学科卒業。東京藝術大学芸術学科中退。

## 経歴
1989年労働省入省、心理職として勤務ののち、日本労働研究機構研究員、日本障害者雇用促進協会障害者職業総合センター研究員、群馬大学非常勤講師をへて、現在、クレアール公務員カレッジ講師。心理学検定一級。
心理職を目指す学生を指導する心理学講師であり、日本で最も心理学に通暁しているマンガ家（自称）。公務員試験には日東駒専以下のレベルでは受からないといった過激な物言いでも知られる。 昨今の臨床心理士ブーム、癒しブームに嫌悪感を抱きつつ、日々心理職及びその周辺のプロを目指す学生に「教養としての心理学」を説く。

## 著書
- 『試験にでる心理学 心理系公務員試験対策/記述問題のトレーニング 社会心理学編』北大路書房 2003
- 『心理学の教科書 人のこころの「なぜ?」がよくわかる』アスカ・エフ・プロダクツ 2003 「スッキリわかる心理学」と改題
- 『対人関係の心理学入門』秀和システム 2005
- 『カウンセリングの基本と実践がわかる本』アスカ・エフ・プロダクツ 2005
- 『自分をわかってあげる自己愛心理学』アスカ・エフ・プロダクツ 2006
- 『自分に最適な“やり方”がわかる勉強法の○と×　伸びる理由を心理学が実証!!』ライオン社 2010

共著
- 『試験に出る心理学 心理系公務員試験対策/記述問題のトレーニング 一般心理学編』山口陽弘共著 北大路書房 2001